# WNBA All-Star Game 2006
Match précédent Match suivant
Le WNBA All-Star Game 2006 a été joué le 12 juillet 2006 dans le Madison Square Garden de New York. Ce match est le 7e All-Star Game annuel. New York accueille cet évènement pour la troisième fois de son histoire après 1999 et 2003.
Les joueuses de la Conférence Est battent les joueuses de la Conférence Ouest 98 à 82. Katie Douglas est élue MVP de la rencontre. Elle est également la meilleure marqueuse du match avec 16 points, ex aequo avec Seimone Augustus.

## Joueuses
| Pos.        | Joueur           | Équipe                      | Participation |
| Titulaires  | Titulaires       | Titulaires                  | Titulaires    |
| ----------- | ---------------- | --------------------------- | ------------- |
| PG          | Dawn Staley      | Comets de Houston           | 6e            |
| PG          | Sue Bird         | Storm de Seattle            | 4e            |
| SF          | Sheryl Swoopes   | Comets de Houston           | 6e            |
| PF          | Lauren Jackson   | Storm de Seattle            | 5e            |
| C           | Yolanda Griffith | Monarchs de Sacramento      | 7e            |
| Remplaçants |                  |                             |               |
| SG          | Cappie Pondexter | Mercury de Phoenix          | 1re           |
| SG          | Diana Taurasi    | Mercury de Phoenix          | 2e            |
| SF          | Seimone Augustus | Lynx du Minnesota           | 1re           |
| SF          | Tina Thompson*   | Comets de Houston           | 7e            |
| SF          | Sophia Young     | Silver Stars de San Antonio | 1re           |
| C           | Lisa Leslie      | Sparks de Los Angeles       | 8e            |
| C           | Michelle Snow*   | Comets de Houston           | 2e            |
| Entraîneur  |                  |                             |               |
|             | John Whisenant   | Monarchs de Sacramento      |               |

| Pos.        | Joueur                   | Équipe                | Participation |
| Titulaires  | Titulaires               | Titulaires            | Titulaires    |
| ----------- | ------------------------ | --------------------- | ------------- |
| PG          | Lindsay Whalen           | Sun du Connecticut    | 1re           |
| PG          | Becky Hammon*            | Liberty de New York   | 4e            |
| SF          | Nykesha Sales*           | Sun du Connecticut    | 8e            |
| SF          | Tamika Catchings*        | Fever de l'Indiana    | 5e            |
| C           | Małgorzata Dydek         | Sun du Connecticut    | 2e            |
| Remplaçants |                          |                       |               |
| SG          | Alana Beard*             | Mystics de Washington | 2e            |
| SG          | Deanna Nolan             | Shock de Détroit      | 4e            |
| SG          | Katie Smith              | Shock de Détroit      | 7e            |
| SF          | Katie Douglas*           | Sun du Connecticut    | 1re           |
| PF          | Cheryl Ford*             | Shock de Détroit      | 4e            |
| PF          | Tamika Whitmore          | Fever de l'Indiana    | 1re           |
| PF          | Candice Dupree*          | Sky de Chicago        | 1re           |
| C           | Taj McWilliams-Franklin* | Sun du Connecticut    | 6e            |
| C           | Tangela Smith*           | Sting de Charlotte    | 1re           |
| Entraîneur  |                          |                       |               |
|             | Mike Thibault            | Sun du Connecticut    |               |

* Tina Thompson, Becky Hammon, Nykesha Sales et Tamika Catchings sont forfaits sur blessure. Michelle Snow, Candice Dupree, Taj McWilliams-Franklin et Tangela Smith ont été appelées pour les remplacer. Alana Beard, Katie Douglas et Cheryl Ford ont remplacé respectivement Becky Hammon, Nykesha Sales et Tamika Catchings dans le cinq majeur de l'Est.
John Whisenant (Monarchs de Sacramento) dirige la sélection de l'Ouest et Mike Thibault (Sun du Connecticut) dirige la sélection de l'Est, qui l'emporte 98 à 82
| 12 juillet | Report | Conférence Ouest 82, Conférence Est 98                                               | Conférence Ouest 82, Conférence Est 98 | Conférence Ouest 82, Conférence Est 98             |  | Madison Square Garden, New York Affluence : 12,998 Arbitres : #10 Bob Trammel #22 June Corteau #30 Lisa Mattingsly | ESPN |
| 12 juillet | Report | Seimone Augustus 16 Michelle Snow 11 Dawn Staley, Sheryl Swoopes, Cappie Pondexter 4 | Points Rebonds Passes d.               | Katie Douglas 16 Małgorzata Dydek 9 Deanna Nolan 7 |  | Madison Square Garden, New York Affluence : 12,998 Arbitres : #10 Bob Trammel #22 June Corteau #30 Lisa Mattingsly | ESPN |

## Three-point Shootout

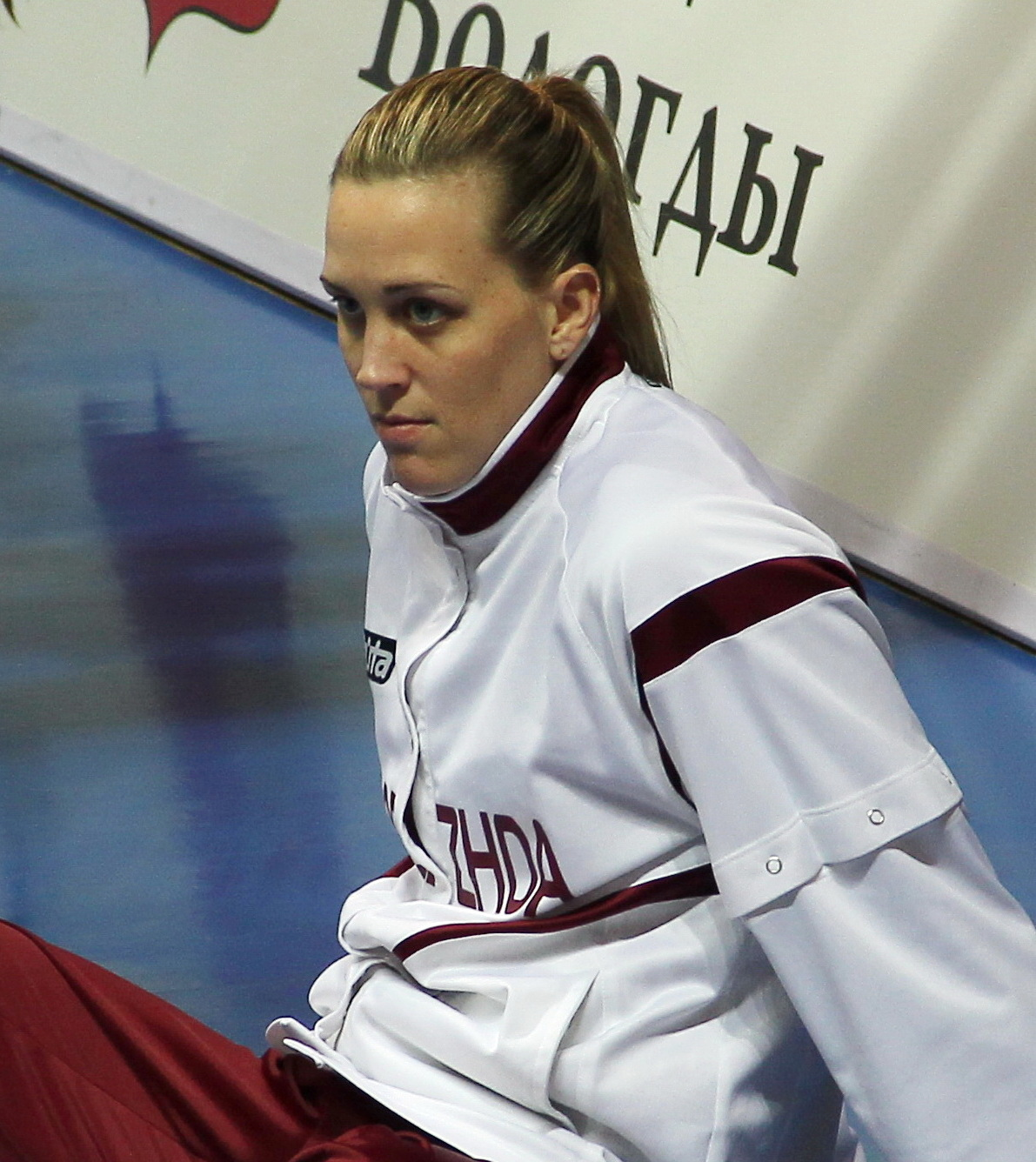
La MVP Katie Douglas (ici avec le Nadejda Orenbourg)

Dawn Staley remporte le concours avec un score de 19 points en battant en finale Katie Douglas.
| Joueuse       | Équipe             | Poste  | Tirs réussis | Tirs tentés | %    | 1er tour | 2e tour |
| ------------- | ------------------ | ------ | ------------ | ----------- | ---- | -------- | ------- |
| Dawn Staley   | Comets de Houston  | Meneur | 53           | 124         | 42,7 | 19       | 17      |
| Katie Douglas | Sun du Connecticut | Ailier | 73           | 173         | 42,2 | 14       | 16      |
| Katie Smith   | Shock de Détroit   | Ailier | 59           | 161         | 36,6 | 13       |         |
| Diana Taurasi | Mercury de Phoenix | Ailier | 121          | 305         | 39,7 | 9        |         |

## Skills Challenge
Seimone Augustus remporte le concours en battant en finale Sue Bird.
| Joueur           | Équipe             | Poste   | Taille | 1er tour | 2e tour |
| ---------------- | ------------------ | ------- | ------ | -------- | ------- |
| Seimone Augustus | Lynx du Minnesota  | Ailier  | 1,83 m | 38,1 s   | 28,5 s  |
| Sue Bird         | Storm de Seattle   | Meneur  | 1,75 m | 28,3 s   | 29,2 s  |
| Cappie Pondexter | Mercury de Phoenix | Arrière | 1,75 m | 39,0 s   |         |
| Deanna Nolan     | Shock de Détroit   | Arrière | 1,80 m | 40,8 s   |         |